# 何恢
何恢，庐江郡灊县（治安徽省霍山县上元街村）人，南北朝刘宋官员。
何恢在宋后废帝元徽初年，担任广州刺史，还没有到广州就任，因为国哀一周年丧服晦日那天没有到达，于是被免官。后来又被朝廷起用为都官尚书，还没有就任，就去世了。

## 家族
- 高祖父：何澄
- 曾祖父：何融，刘宋初年大司农
- 叔父：何瑀
- 长兄：何亮
- 三弟：何诞，刘宋司徒右长史
- 四弟：何衍